# North Somerset
North Somerset este o Autoritate Unitară în regiunea South West England. 

## Orașe în cadrul districtului
- Clevedon;
- Portishead;
- Nailsea;
- Weston-super-Mare;

1. ↑   https://ons.maps.arcgis.com/home/item.html?id=a79de233ad254a6d9f76298e666abb2b Lipsește sau este vid: |title= (ajutor)